# Luz Casal chante Dalida, A mi manera
Luz Casal chante Dalida, A mi manera es el primer disco de la cantante española Luz Casal destinado exclusivamente al público francés, y que se  puso a la venta en Francia en 2017. Es el decimoquinto disco de su carrera, en el que recrea y adapta temas de la cantante Dalida, nacida en Egipto y nacionalizada francesa, en la conmemoración del 30 aniversario de su fallecimiento.

## Lista de canciones
| N.º | Título                              | Escritor(es)                                                               | Duración |  |
| 1.  | «A mi manera»                       | Diane Juster (adaptación: Luz Casal, Pablo Sycet)                          | 5:28     |  |
| 2.  | «Fini la comédie»                   | Pierre Delanoë - James Palmer / Karel Ricanek - Angelo y Carmelo La Bionda | 3:15     |  |
| 3.  | «Por no vivir a solas»              | Sébastien Balasko / Daniel Faure (adaptación: Don Diego)                   | 3:31     |  |
| 4.  | «Ámame»                             | Maurice Vidalin / Jacques Datin (adaptación: Luz Casal, Pablo Guerrero)    | 2:55     |  |
| 5.  | «Je me sens vivre (Me siento viva)» | Gino Paoli (adaptación: Luz Casal)                                         | 2:20     |  |
| 6.  | «Dos»                               | Pierre Barouh / Danyel Gérard                                              | 2:31     |  |
| 7.  | «Ciao amore ciao»                   | Luigi Tenco                                                                | 3:32     |  |
| 8.  | «Busco el reposo»                   | Gérard Manset / William Sheller (adaptación: Luz Casal)                    | 3:01     |  |
| 9.  | «Les hommes de ma vie»              | Marie-France Jovanovic / Lana Sebastian - Paul Sebastian                   | 4:05     |  |
| 10. | «Pars»                              | Jay Livingston - Raymond Evans / Victor Young                              | 3:24     |  |
| 11. | «Háblame de amor»                   | Jean Lenoir (adaptación: Carolina Cortés)                                  | 2:51     |  |

## Sencillos
- "Fini la comédie"
- "A mi manera"
- "Je me sens vivre (me siento viva)"

## Créditos
- Bass, Guitar, Arranged By, Coproductor – Ludovic Bruni
- Drums, Percussion, Arranged By, Coproductor – Vincent Taeger
- Mixed By – Dave McDonald
- Producer – A.L.B.E.R.T.
- Recorded By – Etienne Meunier
- Synth, Piano, Organ, Arranged By, Coproductor – Vincent Taurelle
- Violín, Choir – Maud Chabanis
- Recorded At – Studio A.L.B.E.R.T
- Mixed At – Studio A.L.B.E.R.T
- Artwork: Manuel Gui
- Fotografías: Outumuro
- Estilismo: Ana Páramo
- Peluquería y maquillaje: Jorge de la Garza